# Modernismo
För katalansk modernismo, se modernisme.
Modernismo var en litterär rörelse som startade i Latinamerika i slutet av 1880-talet och varade till omkring 1920.
Modernismon var influerad av fransk symbolism och klassisk spansk poesi men även av nordamerikanska diktare som Walt Whitman. Rörelsen, vars främste företrädare var den nicaraguanske poeten Rubén Darío, hade stort inflytande över den spanskspråkiga 1900-talspoesin. Modernismon var den första latinamerikanska rörelse som influerade spansk litteratur med diktare som Antonio Machado och Juan Ramón Jiménez.